# Félix Govaert
Pour les articles homonymes, voir Govaert.
Félix-Romain-Marie-Ghislain Govaert (Melle, le 22 septembre 1847 - Auderghem, le 30 mars 1912) est un homme politique belge.

## Biographie
Félix Govaert était le fils du juge de Paix Romain Govaert qui construisit un château en 1872 près de l'étang Langengrachtvijver, au Rouge-Cloître.
Félix Govaert fut élu conseiller communal sur la liste libérale en 1903. Il fut réélu en 1907 et devint premier échevin. Son parti fut à nouveau majoritaire en 1911 et Govaert devint bourgmestre. Il mourut à peine quatre mois après sa nomination, le 30 mars 1912.
C'est lui qui avait pris l'initiative de la construction du complexe scolaire de l'actuelle rue Robert Willame, qui a d'ailleurs reçu son nom. 
Félix Govaert habitait au n° 6 de l' avenue de la Forêt, qui a porté son nom pendant quelque temps (aujourd'hui devenue avenue Jules Genicot et Gobert).
La commune a baptisé une place à son nom le 1er janvier 1917.

## Fonctions politiques
- 1903 - 1912 : Conseiller communal à Auderghem;
- 1907 - 1911 : Premier échevin à Auderghem;
- 1911 - 1912 : Bourgmestre d'Auderghem.